# جرج‌تاون، ماساچوست
جرج‌تاون(به انگلیسی: Georgetown) شهرکی در شهرستان اسکس ایالت ماساچوست می‌باشد که در سال ۱۸۳۸ بنیان‌گذاری شده است. این شهرک در سرشماری سال ۲۰۱۰ میلادی، ۸٬۱۸۳ نفر جمعیت داشته است.